# Богданова, Ольга Александровна
Ольга Александровна Богданова (до 2015 — Фёдорова; род. 17 июля 1994 года, Москва) — российская волейболистка, доигровщица.

## Биография
Ольга Александровна Фёдорова родилась 17 июля 1994 года в Москве. Училась в средней школе № 54 и спортивной школе олимпийского резерва № 23 «Олимп Центр». С 2009 по 2013 год тренировалась в ШВСМ «Луч».
В 2015 году вышла замуж и поменяла фамилию на Богданова, вскоре у неё родился сын.
В 2013—2017 годах выступала за клуб «Протон», в 2017—2018 годах — за «Заречье-Одинцово», в 2018—2019 годах — за «Сахалин», в 2019—2020 годах — за «Минчанку».
С 2020 года играет за швейцарский клуб «СмАеш Пфеффинген».

## Достижения

### С клубами
- Бронзовый призёр Кубка России 2016